# Rona de Sus
Rona de Sus (Hongaars: Felsőróna, Oekraïens: Вишня Рівня) is een Roemeense gemeente in het district Maramureș. De gemeente bestaat uit twee kernen: Coștiui (Rónaszék; Rohnen; Коштіль) en de gemeentehoofdplaats Rona de Sus.

## Bevolking
De gemeente Rona de Sus telde tijdens de volkstelling van 2011 in totaal 3855 inwoners. 
De bevolkingssamenstelling was als volgt:
- Oekraïners 3213 personen
- Hongaren 313 personen
- Roemenen 193 personen

In de hoofdplaats vormen de Oekraïners de meerderheid van de bevolking, in het dorp Costiui (Rónaszék) waren de Hongaren in de meerderheid.